# Ommatius hanebrinki
Ommatius hanebrinki là một loài ruồi trong họ Asilidae. Ommatius hanebrinki được Scarbrough & Rutkauskas miêu tả năm 1983. Loài này phân bố ở vùng Tân nhiệt đới.